# Iain Russell
Iain Russell (* 14. November 1982 in Dumfries) ist ein schottischer Fußballspieler, der bei Queen of the South spielt. Er ist ein Enkelkind des ehemaligen schottischen Fußballnationalspielers Ian McMillan.

## Vereinskarriere
Iain Russell begann seine Karriere in der Saison 2002/03 beim FC Motherwell. Für den Verein, bei dem zum selbigen Zeitpunkt auch die beiden deutschen Spieler Dirk Lehmann und Daniel Sengewald unter Vertrag standen, kam der Stürmer unter Manager Terry Butcher fünfmal als Einwechselspieler zum Einsatz. Im Januar 2003 wurde Russell bis zum Saisonende an den Drittligisten FC Dumbarton verliehen. Später wurde Russell von diesem fest verpflichtet und absolvierte in den folgenden drei Spielzeiten 97 Ligaspiele, in denen er sich mit 28 Toren recht treffsicher zeigte. Nachdem der Abstieg am Ende der Saison 2005/06 besiegelt war, spielte Russell in der folgenden Spielzeit für Brechin City. Mit 25 erzielten Toren wurde er bester Torjäger. Daraufhin wechselte er zum Aufsteiger in die First Division Greenock Morton. Der Verein konnte sich in den weiteren Spielzeiten in der First Division halten. Russell der seinen Stammplatz nach einiger Zeit verloren hatte, wurde daraufhin zu Alloa Athletic und Stirling Albion verliehen. Nach Ende der Saison 2009/10 verließ er den Club in Richtung FC Livingston. Dort konnte der Stürmer seine bekannten Torjägereigenschaften mit 44 Ligatoren in 93 Spielen hervorheben. Im Mai 2013 wechselte Russell zu Queen of the South.

## Erfolge
- Scottish Second Division: 2009/10, 2010/11
- Torschützenkönig der Scottish Second Division 2006/07, 2010/11